# Alija (Izrael)
Alija (naglasak alìja), pojam je kojim označujemo doseljavanje Židova u Izrael i Palestinu (usporedi → Eretz Yisrael), a vremenski se odnosi na doseljavanja od konca 19. stoljeća, ponajviše od 1882. (usporedi → predcionistička alija). Dijelom je programa cionističkog pokreta. To je jedno od osnovnih načela cionističke ideologije. Suprotno djelovanje, iseljavanje iz Izraela, naziva se jerida (ירידה "silaz"). Riječ dolazi iz hebrejskog alīyyāh (עלייה), što znači uspon. Suprotni pojam je jerida (ירידה "silazak").
Ideja povratka u Svetu Zemlju je bila židovskom težnjom još od babilonskog ropstva.
Zabilježeno je pet alija iz Hrvatske u Izrael.